# Kinga Szemik
Kinga Jadwiga Szemik (Żywiec, 25 ottobre 1997) è una calciatrice polacca, portiere del West Ham e della nazionale polacca.

## Carriera

### Club e calcio universitario
Avvicinatasi al calcio fin da bambina, Szemik inizia l'attività nel 2008 tesserandosi per il Bory di Pietrzykowice, piccolo centro abitato del distretto di Żywiec, e rimanendovi fino al 2011, anno in cui si trasferisce al Mitech Żywiec, club della sua città natia.
Qui dopo la trafila nelle sue formazioni giovanili, nel corso della stagione 2013-2014 viene aggregata alla prima squadra che disputa l'Ekstraliga Kobiet, il massimo livello del campionato polacco femminile di calcio, facendo il suo debutto il 17 aprile 2014, sostituendo negli ultimi minuti il portiere titolare Aleksandra Komosa nella vittoria esterna per 3-1 con il KKP Bydgoszcz.. Nelle due ultime stagioni condivide le sorti della sua sua squadra che chiude il campionato rispettivamente alla 4ª e alla 3ª posizione in classifica.
Nell'estate 2016 decide di trasferirsi negli Stati Uniti d'America, a Edinburg, Texas, per completare il suo percorso di studi alla University of Texas Rio Grande Valley. Allo studio affianca l'attività agonistica giocando per la squadra di calcio femminile universitario dell'istituto, le UTRGV Vaqueros, disputando la Southland Conference e il NCAA Women's Division I Soccer Championship fino al 2019, anno della laurea in psicologia.
Dopo essere tornata in Europa nel maggio 2020 viene annunciato il suo arrivo al Nantes, squadra al suo secondo campionato di Division 2 Féminine, classe cadetta del campionato francese di categoria. A disposizione del tecnico Tanguy Fétiveau, fa il suo debutto da titolare già dalla 1ª giornata di campionato, il 6 settembre, nella vittoria esterna per 2-0 sul Lens, venendole concessa la stessa fiducia negli altri 5 incontri disputati dalla sua squadra prima che il campionato venisse sospeso come parte delle precauzioni atte a limitare la diffusione della pandemia di COVID-19 in Francia. Rimasta in organico anche per la stagione 2021-2022, il nuovo tecnico Mathieu Ricoul le conferma la fiducia affidandole nuovamente il posto da titolare tra i pali della squadra francese, con Szemik che risulta essere il portiere che ha subito meno reti (12) del gruppo A, aiutando il Nantes a sfiorare la promozione in Division 1 Féminine, che chiude al 2º posto a un punto dal Le Havre.
Benché sfumata la promozione, per la stagione seguente Szemik riesce comunque a giocare in D1. Nel corso della sessione estiva di calciomercato, il 25 luglio 2022 sottoscrive un contratto con lo Stade Reims che la lega al nuovo club fino al giugno successivo. Pur preferendole la nazionale messicana Emily Alvarado in campionato, il tecnico Amandine Miquel la impiega in tutti i tre incontri di Coppa di Francia fino ai quarti di finale quando le avversarie dell'Olympique Lione eliminano lo Stade Reims solo ai calci di rigore. Szemik riesce a debuttare in D1 solo dopo il trasferimento della messicana al Houston Dash, scendendo in campo da titolare nella vittoria esterna per 2-1 sul Rodez della 18ª giornata, il 1º aprile 2023. Confermata per una seconda stagione, Miquel la promuove portiere titolare, scendendo tra i pali in tutti i 22 incontri della stagione regolare di campionato più i due dei play-off per il titolo.
Scaduti i termini contrattuali, Szemik decide di proseguire la carriera in un terzo stato estero, firmando un contratto triennale con le inglesi del West Ham.

### Nazionale
Szemik veste per la prima volta la maglia della sua nazionale nel 2012, quando Zbigniew Witkowski, l'allora responsabile tecnico della formazione under 17, la chiama per difendere i pali della Polonia nella prima parte della fase di qualificazione all'Europeo 2013 di categoria, alla sua ultima edizione giocata presso le strutture UEFA a Nyon, in Svizzera. In quell'occasione scende in campo da titolare in tutti i tre incontri del gruppo 11, con la squadra che concludendo seconda, alle spalle della Spagna, accede alle seconda fase. In seguito Witkowski, pur mantenendola in rosa fino al termine del torneo, le preferisce Anna Okulewicz, condividendo con le compagne lo storico primo titolo di campionesse d'Europa di categoria conquistato dalla Polonia.
Già nel 2014 Szemik viene convocata in under 19, testata in alcune amichevoli dal tecnico Wojciech Basiuk a inizio anno
per poi essere inserita in rosa dal subentrato Marcin Kasprowicz con la squadra impegnata nelle qualificazioni all'Europeo di Israele 2015. In quest'occasione il tecnico le preferisce Joanna Bugajska in tutti i tre incontri del gruppo 3 dove la Polonia, con una vittoria e due sconfitte, viene eliminata già alla prima fase.
Rimasta in quota anche per la successiva edizione di Slovacchia 2016, viene nuovamente chiamata da Kasprowicz che, stavolta da titolare, le affida il ruolo di estremo difensore. In quell'occasione scende in campo in tutti i sei incontri giocati dalla sua nazionale che chiude al secondo posto il gruppo 4 della prima fase di qualificazione, passando al turno successivo nella fase élite, ma dove non riesce ad essere altrettanto competitiva non riuscendo ad accedere alla fase finale.
Del 2018 è la sua prima convocazione con la nazionale maggiore da parte del commissario tecnico Miłosz Stępiński, debuttando, di titolare, il 4 ottobre, nell'amichevole vinta 3-0 sull'Estonia allo stadio Tamme di Tartu, una partita dove il ct polacco a qualificazione al Mondiale 2019 già compromessa, offre un'opportunità, oltre a lei, ad altre 6 ragazze debuttanti; Klaudia Olejniczak, Magorzata Grec, Olha Zubczyk, Marta Stodulska, Marta Cichosz e Kasandra Parczewska.
Rimasta nel giro della nazionale Szemik continua ad essere convocata, rimanendo tuttavia anche dopo l'arrivo della nuova selezionatrice Nina Patalon i suoi impieghi limitati soprattutto ad amichevoli fino a tutto il 2023. L'anno seguente è in rosa con la squadra impegnata all'edizione 2019 dell'Algarve Cup dove la Polonia, ultima come posizione di ranking FIFA tra le nazionali invitate, da outsider giunge a disputare, perdendola 3-0, la finale per il trofeo con la Norvegia. Disputa inoltre le qualificazioni all'Europeo di Inghilterra 2022 ma ancora una volta fallendo con la sua nazionale l'accesso alla fase finale. Venuta meno la disponibilità di Katarzyna Kiedrzynek, Patalon la impiega sempre più frequentemente nel corso della prima edizione della UEFA Women's Nations League, promuovendola ufficialmente portiere titolare dopo la decisione di Kiedrzynek, del 2024, di non accettare più convocazioni in nazionale.
Dopo aver difeso con regolarità la porta della Polonia nel corso della UEFA Women's Nations League 2025, festeggiando con le compagne la prima posizione nel gruppo uno della Lega B e la conseguente promozione in Lega A, il 13 giugno 2025 Patalon la inserisce nella rosa delle 23 giocatrici della squadra che ha ottenuto la prima storica qualificazione a una fase finale di un europeo di calcio femminile, quello di Svizzera 2025..

## Statistiche

### Presenze e reti nei club
Statistiche (parziali) aggiornate al 17 maggio 2025.
| Stagione             | Squadra              | Campionato           | Campionato | Campionato | Coppe nazionali | Coppe nazionali | Coppe nazionali | Coppe continentali | Coppe continentali | Coppe continentali | Altre coppe | Altre coppe | Altre coppe | Totale | Totale |
| Stagione             | Squadra              | Comp                 | Pres       | Reti       | Comp            | Pres            | Reti            | Comp               | Pres               | Reti               | Comp        | Pres        | Reti        | Pres   | Reti   |
| -------------------- | -------------------- | -------------------- | ---------- | ---------- | --------------- | --------------- | --------------- | ------------------ | ------------------ | ------------------ | ----------- | ----------- | ----------- | ------ | ------ |
| 2014-2015            | Mitech Żywiec        | EK                   | ?          | ?          | CP              | ?               | ?               | -                  | -                  | -                  | -           | -           | -           | ?      | ?      |
| 2015-2016            | Mitech Żywiec        | EK                   | ?          | ?          | CP              | ?               | ?               | -                  | -                  | -                  | -           | -           | -           | ?      | ?      |
| Totale Mitech Żywiec | Totale Mitech Żywiec | Totale Mitech Żywiec | ?          | ?          | -               | ?               | ?               | -                  | -                  | -                  | -           | -           | -           | ?      | ?      |
| 2020-2021            | Nantes               | D2                   | 6          | -3         | CF              | -               | -               | -                  | -                  | -                  | -           | -           | -           | 6      | -3     |
| 2021-2022            | Nantes               | D2                   | 22         | -12        | CF              | 0               | 0               | -                  | -                  | -                  | -           | -           | -           | 22     | -12    |
| Totale Nantes        | Totale Nantes        | Totale Nantes        | 28         | -15        | -               | 0               | 0               | -                  | -                  | -                  | -           | -           | -           | 28     | -15    |
| 2022-2023            | Stade Reims          | D1                   | 5          | -8         | CF              | 3               | -5              | -                  | -                  | -                  | -           | -           | -           | 8      | -13    |
| 2023-2024            | Stade Reims          | D1                   | 22+2       | -38        | CF              | 0               | 0               | -                  | -                  | -                  | -           | -           | -           | 24     | -38    |
| Totale Stade Reims   | Totale Stade Reims   | Totale Stade Reims   | 29         | -46        | -               | 3               | -5              | -                  | -                  | -                  | -           | -           | -           | 32     | -51    |
| 2024-2025            | West Ham             | WSL                  | 22         | -41        | CI              | 0               | 0               | -                  | -                  | -                  | WLC         | 1           | -2          | 23     | -43    |
| Totale West Ham      | Totale West Ham      | Totale West Ham      | 22         | -41        | -               | 0               | 0               | -                  | -                  | -                  | -           | 1           | -2          | 23     | -43    |
| Totale carriera      | Totale carriera      | Totale carriera      | 79+        | -102       | -               | 3+              | -5              | -                  | -                  | -                  | -           | 1           | -2          | 83+    | -109   |

## Palmarès

### Nazionale
- Campionato d'Europa under 17: 1

2013